# Liste der Museen im Landkreis Kaiserslautern
Die Liste der Museen im Landkreis Kaiserslautern enthält sämtliche Museen innerhalb des Landkreises Kaiserslautern.

## Museen
- Enkenbach-Alsenborn
  - Circusmuseum Bajasseum
  - Fritz-Walter-Haus, 2018 geschlossen
- Eulenbis, Landkreis Kaiserslautern
  - Beerewei-Museum im Bürgerhaus
- Landstuhl
  - Sickingen-Museum
- Mackenbach
  - Westpfälzer Musikantenmuseum
- Mehlingen
  - Parfuem-Museum
- Otterbach
  - Motorrad Museum Heinz Luthringshauser
- Otterberg
  - Heimatmuseum Otterberg
- Queidersbach
  - Museum Sickinger Höhe
- Ramstein-Miesenbach
  - docu center ramstein
  - Museum im Westrich
- Trippstadt
  - Eisenhüttenmuseum Trippstadt
- Weilerbach
  - Reinhard-Blauth-Heimatmuseum